# Saint-Laurent-de-la-Prée
Saint-Laurent-de-la-Prée är en kommun i departementet Charente-Maritime i regionen Nouvelle-Aquitaine i västra Frankrike. Kommunen ligger  i kantonen Rochefort-Nord som ligger i arrondissementet Rochefort. År 2022 hade Saint-Laurent-de-la-Prée 2 285 invånare.

## Befolkningsutveckling
Antalet invånare i kommunen Saint-Laurent-de-la-Prée
Referens:INSEE